# Giancarlo Esposito
Giancarlo Giuseppe Alessandro Esposito (Koppenhága, 1958. április 26. –) amerikai színész. 
Legismertebb alakítása a drogbáró Gustavo „Gus” Fring az AMC csatorna Breaking Bad – Totál szívás című sorozatában és annak Better Call Saul című spin-off-jában. A szerepért számos szakmai elismerést elnyert, köztük egy Emmy-jelölést is kapott. Esposito Spike Lee rendező filmjeiből is ismert, mint például a Suli láz (1988), a Szemet szemért (1989) vagy a Mo' Better Blues (1990). Nevezetesebb filmjei közé tartozik még a  New York királya (1990), a Harley Davidson és a Marlboro Man (1991), a Fresh, a kis pimasz (1994) és a Közönséges bűnözők (1995). 
Esposito az ABC Egyszer volt, hol nem volt című fantasysorozatában és az NBC Revolution című sci-fi-sorozatában is alakít szerepeket. Két Netflix sorozatban is szerepel: a The Get Downban Ramon Cruz tiszteletest formálja meg, a Dear White People-ben narrátorként tűnik fel.

## Filmográfia

### Film
| Év   | Magyar cím                           | Eredeti cím                                 | Szerep                                   | Magyar hang           |
| ---- | ------------------------------------ | ------------------------------------------- | ---------------------------------------- | --------------------- |
| 1979 | A nagy futás                         | Running                                     | Puerto Ricó-i tinédzser                  |                       |
| 1981 | Takarodó                             | Taps                                        | JC Pierce kadétszázados                  |                       |
| 1983 | Szerepcsere                          | Trading Places                              | cellatárs                                | Fekete Zoltán         |
| 1983 |                                      | Enormous Changes at the Last Minute         | Julio                                    |                       |
| 1984 |                                      | Go Tell It on the Mountain                  | Elisha                                   |                       |
| 1984 | Gengszterek klubja                   | The Cotton Club                             | Bumpy Hood                               |                       |
| 1985 | Kétségbeesve keresem Susant          | Desperately Seeking Susan                   | utcai árus                               | Szűcs Sándor          |
| 1986 | Stephen King: Maximális túlhajtás    | Maximum Overdrive                           | videójátékos                             |                       |
| 1987 |                                      | Sweet Lorraine                              | Howie                                    |                       |
| 1988 | Suli láz                             | School Daze                                 | Julian                                   |                       |
| 1989 | Szemet szemért                       | Do the Right Thing                          | Buggin' Out                              | Seszták Szabolcs      |
| 1990 | Mo' Better Blues                     | Mo' Better Blues                            | Left Hand Lacey                          | Hevér Gábor           |
| 1990 | New York királya                     | King of New York                            | Lance                                    |                       |
| 1991 | Harley Davidson és a Marlboro Man    | Harley Davidson and the Marlboro Man        | Jimmy Jiles                              | Csuja Imre            |
| 1991 | Harley Davidson és a Marlboro Man    | Harley Davidson and the Marlboro Man        | Jimmy Jiles                              | Karácsonyi Zoltán     |
| 1991 | Éjszaka a Földön                     | Night on Earth                              | YoYo                                     |                       |
| 1992 | Bob Roberts                          | Bob Roberts                                 | John Alijah "Bugs" Raplin                | Papp János            |
| 1992 | Malcolm X                            | Malcolm X                                   | Thomas Hagan                             |                       |
| 1994 | Fresh, a kis pimasz                  | Fresh                                       | Esteban                                  |                       |
| 1995 | Közönséges bűnözők                   | The Usual Suspects                          | Jack Baer                                | Dózsa Zoltán          |
| 1995 | Egy füst alatt – Beindulva           | Blue in the Face                            | Tommy                                    | Végh Péter            |
| 1995 |                                      | The Keeper                                  | Paul Lamont                              |                       |
| 1995 | Az igazira várva                     | Waiting to Exhale                           | David Matthews (stáblistán nem szerepel) |                       |
| 1997 | Nekem 8                              | Nothing to Lose                             | Charlie Dunt                             | Végh Péter            |
| 1997 | Nekem 8                              | Nothing to Lose                             | Charlie Dunt                             | Zágoni Zsolt          |
| 1997 | Alvilági blues                       | Big City Blues                              | Georgie                                  |                       |
| 1998 | Rejtélyes alkony                     | Twilight                                    | Reuben Escobar                           | Bede-Fazekas Szabolcs |
| 1998 | Rejtélyes alkony                     | Twilight                                    | Reuben Escobar                           | Jakab Csaba           |
| 1998 | Zsaruszerencse                       | Phoenix                                     | Louie                                    | Galambos Péter        |
| 2001 |                                      | Josephine                                   | Spike                                    |                       |
| 2001 | Talpig majom                         | Monkeybone                                  | hipnózisban lévő férfi                   |                       |
| 2001 | Ali                                  | Ali                                         | Cassius Marcellus Clay Sr.               | Breyer Zoltán         |
| 2001 | Piñero                               | Piñero                                      | Miguel Algarín                           |                       |
| 2003 |                                      | Ash Tuesday                                 | Karl                                     |                       |
| 2003 | Veszedelmes emlékek (Sötét láthatár) | Blind Horizon                               | JC Reynolds                              | Csík Csaba Krisztián  |
| 2004 |                                      | Noise                                       | Hank                                     |                       |
| 2004 | A sitten                             | Doing Hard Time                             | Pierce százados                          | Koncz István          |
| 2004 | Nicsak, ki gyilkol most?             | A Killer Within                             | Vargas                                   |                       |
| 2005 |                                      | Hate Crime                                  | Esposito nyomozó                         |                       |
| 2005 | Chupacabra – Potyautas a halál       | Chupacabra: Dark Seas                       | Dr. Peña                                 | Breyer Zoltán         |
| 2005 |                                      | I Will Avenge You, Iago!                    | rendező                                  |                       |
| 2005 | Vissza a pokolba                     | Back in the Day                             | Benson Copper                            |                       |
| 2005 | Carlito útja: A felemelkedés         | Carlito's Way: Rise to Power                | Little Jeff                              | Borbiczki Ferenc      |
| 2005 | Kisiklottak                          | Derailed                                    | Franklin Church nyomozó                  | Jakab Csaba           |
| 2006 | Az utolsó vakáció                    | Last Holiday                                | Dillings szenátor                        | Debreczeny Csaba      |
| 2006 | Sherrybaby                           | Sherrybaby                                  | Hernandez rendőr                         |                       |
| 2006 |                                      | Rain                                        | Ken Arnold                               |                       |
| 2007 |                                      | Racing Daylight                             | Fred / Drifter                           |                       |
| 2007 |                                      | The Box                                     | Dwayne Burkhalter nyomozó                |                       |
| 2007 |                                      | Mano (rövidfilm)                            | Nino                                     |                       |
| 2007 | Érezd a ritmust!                     | Feel the Noise                              | Roberto                                  | Haás Vander Péter     |
| 2008 | Gospel Hill                          | Gospel Hill                                 | Dr. Palmer                               |                       |
| 2010 | Engedd el!                           | Rabbit Hole                                 | Auggie                                   |                       |
| 2011 | S.W.A.T. – Tűzveszély                | S.W.A.T.: Firefight                         | Hollander nyomozó                        | Jakab Csaba           |
| 2011 |                                      | Certainty                                   | Heery atya                               |                       |
| 2012 | Alex Cross                           | Alex Cross                                  | Daramus Holiday                          | Jakab Csaba           |
| 2012 |                                      | Dreaming American (rövidfilm)               | Daytona LeMans                           |                       |
| 2014 |                                      | Requiem for the Big East                    | narrátor                                 |                       |
| 2014 | Batman fia                           | Son of Batman                               | Rasz al-Gúl (hangja)                     | Orosz István          |
| 2014 | Batman: Az Arkham ostroma            | Batman: Assault on Arkham                   | Fekete Pók (hangja)                      | Varga Rókus           |
| 2014 |                                      | Poker Night                                 | Bernard                                  |                       |
| 2015 | Az útvesztő: Tűzpróba                | Maze Runner: The Scorch Trials              | Jorge                                    | Jakab Csaba           |
| 2016 |                                      | The Pills – Sempre meglio che lavorare      | Bangla Boss                              |                       |
| 2016 | A dzsungel könyve                    | The Jungle Book                             | Akela (hangja)                           | Mihályi Győző         |
| 2016 | Pénzes cápa                          | Money Monster                               | Marcus Powell százados                   | Jakab Csaba           |
| 2016 | Menyasszony apró szépséghibával      | Brother Nature                              | Frank McClaren képviselő                 | Jakab Csaba           |
| 2017 |                                      | The Show                                    | Mason Washington                         |                       |
| 2017 |                                      | Stuck                                       | Lloyd                                    |                       |
| 2017 |                                      | Okja                                        | Frank Dawson                             |                       |
| 2017 |                                      | Unacknowledged                              | narrátor                                 |                       |
| 2018 | Az útvesztő: Halálkúra               | Maze Runner: The Death Cure                 | Jorge                                    | Jakab Csaba           |
| 2018 |                                      | Mutafukaz                                   | Mr. K (angol hangja)                     |                       |
| 2019 | Hajsza élő adásban                   | Line of Duty                                | Volk rendőrfőnök                         | Jakab Csaba           |
| 2019 |                                      | Coda                                        | Paul                                     |                       |
| 2020 | Stargirl                             | Stargirl                                    | Archie Brubaker                          | Csankó Zoltán         |
| 2020 |                                      | Unpregnant                                  | Bob                                      |                       |
| 2022 |                                      | Beauty                                      | apa                                      |                       |
| 2023 | Tini Nindzsa Teknőcök: Mutáns káosz  | Teenage Mutant Ninja Turtles: Mutant Mayhem | Dr. Baxter Stockman (hangja)             | Jakab Csaba           |
| 2024 | Abigail                              | Abigail                                     | Lambert                                  | Bognár Tamás          |
| 2024 | MaXXXine                             | MaXXXine                                    | Teddy Night                              | Epres Attila          |
| 2024 | Megalopolisz                         | Megalopolis                                 | Cicero polgármester                      |                       |
| 2025 | Amerika Kapitány: Szép új világ      | Captain America: Brave New World            | Seth Woelker / Csörgőkígyó               | Weil Róbert           |
| 2025 | Elektronikus állam                   | The Electric State                          | Bradbury ezredes / A Marshall            | Végh Péter            |
| TBA  |                                      | The Long Home                               | William Tell Oliver                      |                       |

### Televízió

#### Tévéfilm
| Év   | Magyar cím                         | Eredeti cím                       | Szerep                     | Magyar hang   |
| ---- | ---------------------------------- | --------------------------------- | -------------------------- | ------------- |
| 1981 | Úri bandita                        | The Gentleman Bandit              | Jamie                      |               |
| 1985 | Fel a fejjel, Finnegan!            | Finnegan Begin Again              | betörő                     |               |
| 1986 |                                    | Rockabye                          | Marcus                     |               |
| 1996 |                                    | The Tomorrow Man                  | Jonathan Driscoll          |               |
| 1998 |                                    | Stardust                          | Mr. Peavy                  |               |
| 1998 | Tökéletes ragadozó (Cápaember)     | Creature                          | Thomas Peniston hadnagy    |               |
| 1998 | Végzetes szomjúság                 | Thirst                            | Dr. Lawrence Carver        | Kálid Artúr   |
| 1998 | Meztelen város – A golyó története | Naked City: Justice with a Bullet | Chaz Villanueva            | Csernák János |
| 2000 |                                    | Homicide: The Movie               | Mike Giardello tisztviselő |               |
| 2004 |                                    | NYPD 2069                         | Lt. Garner                 |               |
| 2008 |                                    | Xenophobia                        | Young                      |               |
| 2013 | Fenn vagy lenn                     | Over / Under                      | Oliver Ohrt                | Jakab Csaba   |

#### Sorozat
| Év        | Magyar cím                             | Eredeti cím                      | Szerep                                 | Megjegyzések                                                                            |
| --------- | -------------------------------------- | -------------------------------- | -------------------------------------- | --------------------------------------------------------------------------------------- |
| 1982      | Szezám utca                            | Sesame Street                    | Mickey                                 | 5 epizód                                                                                |
| 1982      |                                        | Another World                    | Willie Armstrong                       | 1 epizód                                                                                |
| 1982–1983 | Vezérlő fény                           | Guiding Light                    | Clay Tynan                             | több epizód                                                                             |
| 1984–1985 | Miami Vice                             | Miami Vice                       | Luther / Ricky / Adonis Jackson        | - 3 epizód - Jackson magyar hangja: - Barabás Kiss Zoltán                               |
| 1985      |                                        | CBS Schoolbreak Special          | Kyle                                   | 1 epizód                                                                                |
| 1985–1986 |                                        | American Playhouse               | Elisha / Simon Fernandes               | 2 epizód                                                                                |
| 1986      |                                        | The Equalizer                    | Jumpin' Jack                           | 1 epizód                                                                                |
| 1987      |                                        | Spenser: For Hire                | Ramos                                  | 1 epizód                                                                                |
| 1987      |                                        | Leg Work                         | Tyson                                  | 1 epizód                                                                                |
| 1990      |                                        | Lifestories                      | Julio                                  | 1 epizód                                                                                |
| 1993      |                                        | American Experience              | Dr. Kenneth Clark                      | 1 epizód                                                                                |
| 1993–1994 |                                        | Bakersfield P.D.                 | Detective Paul Gigante                 | Főszerep                                                                                |
| 1995      | Veszélyes küldetés                     | New York Undercover              | Adolfo Guzman                          | 3 epizód                                                                                |
| 1995      | Bukott angyalok                        | Fallen Angels                    | Paris Minton                           | 1 epizód                                                                                |
| 1996      | Chicago Hope Kórház                    | Chicago Hope                     | Cherchez LaFemme                       | 1 epizód                                                                                |
| 1996      |                                        | Swift Justice                    | Andrew Coffin                          | 3 epizód                                                                                |
| 1996      |                                        | Living Single                    | Jackson Turner                         | 1 epizód                                                                                |
| 1996      | Esküdt ellenségek                      | Law & Order                      | Mr. Baylor                             | 1 epizód                                                                                |
| 1996–1998 | New York rendőrei                      | NYPD Blue                        | Ferdinand Hollie / Jamaal              | 2 epizód                                                                                |
| 1998      |                                        | The Hunger                       | Vampire                                | 1 epizód                                                                                |
| 1998–1999 | Gyilkos utcák                          | Homicide: Life on the Street     | Federal Agent Mike Giardello           | főszereplő (22 epizód)                                                                  |
| 2000      | Angyali érintés                        | Touched by an Angel              | Antonio                                | 1 epizód                                                                                |
| 2000–2001 |                                        | The $treet                       | Tom Divack                             | Főszerep                                                                                |
| 2001      | Mrs. Klinika                           | Strong Medicine                  | James Bell                             | 1 epizód                                                                                |
| 2001      |                                        | 100 Centre Street                | Jacob Lenz                             | 1 epizód                                                                                |
| 2002      |                                        | A Nero Wolfe Mystery             | Ambassador Theodore Kelefy             | 1 epizód                                                                                |
| 2002      | Ügyvédek                               | The Practice                     | Ray McMurphy                           | 1 epizód                                                                                |
| 2002      | Harmadik műszak                        | Third Watch                      | Father Romero                          | 1 epizód                                                                                |
| 2002      |                                        | Girls Club                       | Nicholas Hahn                          | Főszerep                                                                                |
| 2004      | 5 nap az élet                          | 5ive Days to Midnight            | Tim Sanders                            | 4 epizód                                                                                |
| 2004      |                                        | Soul Food                        | Jules                                  | 2 epizód                                                                                |
| 2004      |                                        | Half & Half                      | Darrell Washington                     | 1 epizód                                                                                |
| 2004–2005 | Esküdt ellenségek                      | Law & Order                      | Rodney Fallon                          | 3 epizód                                                                                |
| 2005      | Esküdt ellenségek: Az utolsó szó jogán | Law & Order: Trial by Jury       | Orlando Ramirez                        | 1 epizód                                                                                |
| 2006      | South Beach                            | South Beach                      | Robert Fuentes                         | Főszerep                                                                                |
| 2006      | Szellemekkel suttogó                   | Ghost Whisperer                  | Ely Fisher                             | 1 epizód                                                                                |
| 2006      | Dr. Csont                              | Bones                            | Richard Benoit                         | 1 epizód                                                                                |
| 2006      | Las Vegas                              | Las Vegas                        | Reggie Archibald                       | 1 epizód                                                                                |
| 2006–2008 | CSI: Miami helyszínelők                | CSI: Miami                       | Chief Braga                            | 2 epizód                                                                                |
| 2007      |                                        | Kidnapped                        | Vance                                  | 2 epizód                                                                                |
| 2008      |                                        | New Amsterdam                    | James Lawson különleges ügynök         | 1 epizód                                                                                |
| 2009–2011 | Breaking Bad – Totál szívás            | Breaking Bad                     | Gus Fring                              | - visszatérő szereplő (2. évad) - főszereplő (3–4. évad) - magyar hangja: - Jakab Csaba |
| 2010      | Lépéselőnyben                          | Leverage                         | Alexander Moto                         | 1 epizód                                                                                |
| 2010      | Hazudj, ha tudsz!                      | Lie to Me                        | Beau Hackman                           | 1 epizód                                                                                |
| 2010      |                                        | Detroit 1-8-7                    | Eddie Henderson                        | 1 epizód                                                                                |
| 2011      | Gyilkos elmék – Alapos gyanú           | Criminal Minds: Suspect Behavior | Gordon Ramirez                         | 1 epizód                                                                                |
| 2011–2017 | Egyszer volt, hol nem volt             | Once Upon a Time                 | Sidney Glass, Magic Mirror             | 14 epizód                                                                               |
| 2012      | 22-es körzet – A bűn utcái             | NYC 22                           | Harvey Williams                        | 2 epizód                                                                                |
| 2012–2013 | Balfékek                               | Community                        | Gilbert Lawson                         | 2 epizód                                                                                |
| 2012–2014 | Revolution                             | Revolution                       | Tom Neville                            | - főszereplő - magyar hangja: - Jakab Csaba                                             |
| 2013      |                                        | Timms Valley                     | Pruit Normings (hangja)                | 1 epizód                                                                                |
| 2013      |                                        | Axe Cop                          | Army Chihuahua (hangja)                | 2 epizód                                                                                |
| 2015      | Ügynöklista                            | Allegiance                       | Oscar Christoph                        | 7 epizód                                                                                |
| 2015      | Tömény történelem                      | Drunk History                    | Andrés Pico                            | 1 epizód                                                                                |
| 2016–2017 |                                        | The Get Down                     | Ramon Cruz tiszteletes                 | 10 epizód                                                                               |
| 2017      |                                        | Rebel                            | Charles Gold                           | 4 epizód                                                                                |
| 2017–2019 | Kedves fehér emberek                   | Dear White People                | narrátor (hangja) / Dr. Edward Ruskins | főszereplő                                                                              |
| 2017–2022 | Better Call Saul                       | Better Call Saul                 | Gustavo Fring                          | - főszereplő (3. évadtól) - magyar hangja: - Jakab Csaba                                |
| 2018      | Westworld                              | Westworld                        | El Lazo, Robert Ford                   | - 1 epizód - magyar hangja:[forrás?] - Végh Péter                                       |
| 2018      |                                        | Dallas & Robo                    | Victor Goldsmith (hangja)              | 5 epizód                                                                                |
| 2019      | Jett                                   | Jett                             | Charlie Baudelaire                     | - főszereplő - magyar hangja: - Jakab Csaba                                             |
| 2019      |                                        | Creepshow                        | Doc                                    | 1 epizód                                                                                |
| 2019–2020 | Harley Quinn                           | Harley Quinn                     | Lex Luthor (hangja)                    | 4 epizód                                                                                |
| 2019–2023 | A Mandalóri                            | The Mandalorian                  | Moff Gideon                            | - 7 epizód - magyar hangja: - Epres Attila                                              |
| 2019–     |                                        | Godfather of Harlem              | Adam Clayton Powell Jr.                | főszereplő                                                                              |
| 2019–     | A fiúk                                 | The Boys                         | Stan Edgar                             | - 10 epizód - magyar hangja: - Kertész Péter                                            |
| 2020      |                                        | Home Movie: The Princess Bride   | A nagypapa                             | 1 epizód                                                                                |
| 2020–2021 | Kacsamesék                             | DuckTales                        | A Fantom (hangja)                      | 3 epizód                                                                                |
| 2022      | A Fiúk ördögi oldala                   | The Boys Present: Diabolical     | Stan Edgar (hangja)                    | 1 epizód                                                                                |
| 2022      | Cyberpunk: Edgerunners                 | Cyberpunk: Edgerunners           | Faraday (hangja)                       | 6 epizód                                                                                |
| 2023      | Kaleidoszkóp                           | Kaleidoszcope                    | Leo Pap / Ray Vernon                   | - minisorozat (8 epizód) - magyar hangja: - Törköly Levente                             |
| 2024      | Holdlány és Ördögi Dinoszaurusz        | Moon Girl and Devil Dinosaur     | Granite (hangja)                       | 1 epizód                                                                                |
| 2024      | Úriemberek                             | The Gentlemen                    | Stanley Johnston                       | 5 epizód                                                                                |
| 2024      |                                        | Parish                           | Vince                                  | főszereplő (6 epizód)                                                                   |
| 2025      | A rezidencia                           | The Residence                    | A. B. Wynter                           | - minisorozat - magyar hangja: - Epres Attila                                           |
| 2025      | Poker Face                             | Poker Face                       | Fred Finch                             | 1 epizód (2/2)                                                                          |
|           |                                        |                                  |                                        |                                                                                         |

### Videójáték
A 2021-ben megjelent Far Cry 6 videójáték főgonoszát alakította, a képzeletbeli Yara nevű karibi szigetország Antón Castillo nevű diktátorát. A játék Microsoft Windows, XBox One, Xbox Series S/X, Playstation 4 és Playstation 5 platformokra jelent meg.

## Fordítás
- Ez a szócikk részben vagy egészben  a   Giancarlo Esposito című angol Wikipédia-szócikk fordításán alapul.  Az eredeti cikk szerkesztőit annak laptörténete sorolja fel. Ez a jelzés csupán a megfogalmazás eredetét és a szerzői jogokat jelzi, nem szolgál a cikkben szereplő információk forrásmegjelöléseként.